# Люджа (річка)
Лю́джа — річка в Україні, в межах Тростянецької міської громади Охтирського району Сумської області. Ліва притока Борімлі (басейн Дніпра).

## Опис
Довжина річки 13 км, похил річки — 3,6 м/км. Площа басейну 63,4км². Долина трапецієподібна, у верхів'ї порізана балками. Заплава двобічна, в середній течії місцями заболочена. Річище слабозвивисте. Споруджено кілька ставків.

## Розташування
Люджа бере початок на північний схід від села Люджи. Тече переважно на південний захід. Впадає до Борімлі біля південно-східної околиці міста Тростянця.

## Притоки
- Космешин - яр біля витоків річки
- Явсюків - яр біля витоків річки
- Лошки - яр, ліва притока, впадає на північній околиці села Люджа
- Дихтярова - балка, ліва притока, впадає на південній околиці села Люджа
- Толочкина - балка, права притока, впадає південніше села Люджа
- Ольхова - балка, права притока, впадає на ппівнічній околиці міста Тростянець
- Верхолюджа - притока у селі Люджа[1]